# Jan Mikrut (działacz ludowy)

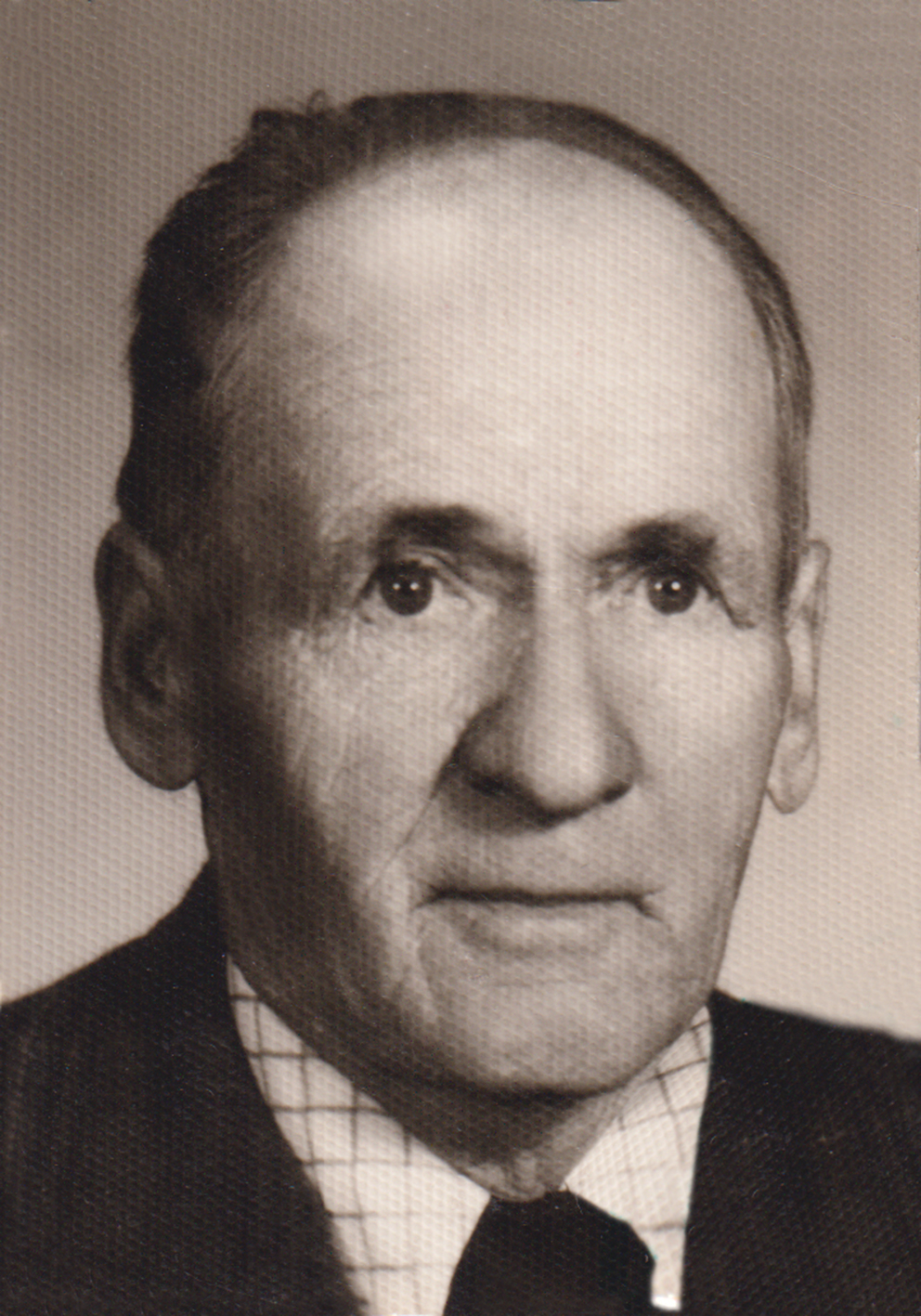
Jan Mikrut

Jan Mikrut (ur. 17 grudnia 1905 w Wiewiórce, zm. 24 września 1991 tamże) – polski działacz ruchu ludowego, samorządowiec, rolnik.

## Życiorys
Swoją działalność społeczną rozpoczął w latach 1919-22 będąc członkiem Katolickiego Stowarzyszenia Młodzieży Męskiej. Pierwsze kroki w szeregach ruchu ludowego stawiał około 1923 r. w Małopolskim Związku Młodzieży działającym przy Małopolskim Towarzystwie Rolniczym. Po zamachu majowym, gdy w organizacji tej w coraz większym stopniu zaczęli przeważać zwolennicy sanacji, buntując się tej ewolucji wraz z liczną grupą osób przechodzi do Związku Młodzieży Wiejskiej RP "Wici". 
W 1930 r. ukończył dwuletnią Państwową Szkołę Rolniczą w Pilźnie, w latach 1929-34 członek Zarządu Powiatowego Związku Młodzieży Wiejskiej RP w Dębicy. W 1931 r. wstąpił do Stronnictwa Ludowego. W 1933 r. za udział w rozruchach chłopskich w powiecie ropczyckim aresztowany przez władze sanacyjne i 2 miesiące przetrzymywany w areszcie w Tarnowie. Współorganizator wielkiego strajku chłopskiego 1937 r. na Rzeszowszczyźnie, ponownie więziony przez 11 miesięcy w Radomyślu Wielkim i Tarnowie.
Po wybuchu II wojny światowej, późną jesienią 1939 r. włączył się w nurt pracy konspiracyjnej, by w marcu 1940 r. stanąć na czele konspiracyjnej trójki powiatowej "Rocha" jako jej "Nadleśniczy". W konspiracji przybrał pseudonim "Jawor". Tę rolę pełnił do jesieni 1944 r. tj. do chwili wyzwolenia części powiatu dębickiego po linię Wisłoki.
Sprawując polityczne kierownictwo ludowej konspiracji bardzo blisko współpracował z Okręgowym Kierownictwem Ruchu Ludowego w Krakowie oraz delegatem na powiat dębicki - Franciszkiem Stachnikiem i całą czołówką dębickiego ludowego podziemia. Miał spory udział w utworzeniu w "Nadleśnictwie" Nr 17 (kryptonim powiatu dębickiego): Chłostry, Ludowego Związku Kobiet, Batalionów Chłopskich i Ludowej Straży Bezpieczeństwa oraz "Młodego Lasu" - konspiracyjnej młodzieżówki ludowej. Także za jego sprawą, cały powiat pokrył się siecią konspiracyjnych trójek gminnych i gromadzkich.
Mimo politycznego zarządzania wszystkimi nurtami pracy konspiracyjnej, kierował zwłaszcza jej pionem cywilnym. Nadzorował dobrze zorganizowane tajne nauczanie, kolportaż podziemnej prasy i innych wydawnictw, ukrywanie ludzi oraz cały system przemytu żywności. Zorganizował również system łączności z Okręgowym Kierownictwem Ruchu Ludowego w Krakowie.
W okresie okupacji hitlerowskiej wchodził w skład Powiatowego Kierownictwa Ruchu Ludowego w Dębicy.
Jako delegat Stronnictwa Ludowego w funkcji kierownika politycznego uczestniczy w akcji scaleniowej Batalionów Chłopskich z Armią Krajową w powiecie dębickim, które kończy się pozytywnym wynikiem w dniu 29 marca 1944 r. W delegacji tej ze strony SL znajdują się ponadto Narcyz Wiatr „Zawoja” – komendant okręgu Kraków, Karol Chmiel „Grom” – komendant powiatowy BCH oraz Antoni Waratus „Obuch” – oficer BCH. Z ramienia AK delegatami byli: Adam Lazarowicz „Klamra” – komendant Obwodu, Antoni Cwen „Ryś” – zastępca komendanta Obwodu, Roman Kania „Rygiel” – oficer scaleniowy. W wyniku tych rozmów Stronnictwo Ludowe przekazuje komendzie Obwodu „Deser” swój batalion w sile 496 ludzi.
Po wyzwoleniu podjął odbudowę komórek Stronnictwa Ludowego w powiecie dębickim. Był wójtem gminy Straszęcin (1945-46). Za działalność na rzecz ruchu ludowego represjonowany przez komunistyczne władze i aresztowany przez Urząd Bezpieczeństwa 7 listopada 1947 r.
Po rozłamie ruchu ludowego przeszedł do Polskiego Stronnictwa Ludowego. W 1945-46 wchodził w skład ZP PSL w Dębicy i Wojewódzkiego Zarządu PSL w Rzeszowie. W 1947 współorganizator Lewicy PSL w woj. rzeszowskim, a następnie członek Prezydium Zarządu Wojewódzkiego odrodzonego PSL w Rzeszowie i kierownik jego Wydziału Ekonomiczno-Rolnego. W latach 1948–49 członek Rady Naczelnej odrodzonego PSL. Od 1949 r. pracował jako instruktor Wojewódzkiego Komitetu Wykonawczego Zjednoczonego Stronnictwa Ludowego w Rzeszowie. W 1952 r. zrezygnował z tej funkcji i osiadł na własnym gospodarstwie.
Wieloletni radny Wojewódzkiej Rady Narodowej w Rzeszowie.

## Odznaczenia i medale
- Krzyż Oficerski Orderu Odrodzenia Polski[6]
- Krzyż Kawalerski Orderu Odrodzenia Polski[6]
- Medal „Zasłużonym na Polu Chwały”[6]
- Order Krzyża Grunwaldu[6]
- Krzyż Partyzancki[6]
- Krzyż Batalionów Chłopskich[6]
- Medal „Za zasługi dla Ruchu Ludowego” im. Wincentego Witosa[6]